# Veliki Lubenovac
Veliki Lubenovac är ett berg i Kroatien.   Det ligger i länet Lika, i den centrala delen av landet, 140 km sydväst om huvudstaden Zagreb. Toppen på Veliki Lubenovac är 1 294 meter över havet.
Terrängen runt Veliki Lubenovac är kuperad österut, men västerut är den bergig. Runt Veliki Lubenovac är det ganska glesbefolkat, med 28 invånare per kvadratkilometer. Närmaste större samhälle är Popovača, 16,4 km sydost om Veliki Lubenovac. I omgivningarna runt Veliki Lubenovac växer i huvudsak blandskog.